# ギ酸エチル
ギ酸エチル（英: ethyl formateまたはethyl methanoate）は、有機化合物。天然にはパイナップルやラズベリー、キャベツ、酢、バター、ブランデーに存在する。甘い果実臭を持ち、主に香料として利用される。

## 用途
香料としての用途は幅広く、パイナップルや桃などのフルーツ系フレーバーや、バターや洋酒などのフレーバーとして用いられる。

## 安全性
引火性があり、日本の消防法では危険物第4類・第1石油類に分類される。ギ酸エチル蒸気と空気との混合により爆発性の気体を生じる。強酸や強塩基、強酸化剤との反応により火災の危険が生じる。
半数致死量（LD50）は、ラットへの経口投与で1,850mg/kg、ウサギへの経皮投与で5,000mg/kg以上。人体に対しては眼・皮膚への刺激性や中枢神経への影響が生じることがある。水生環境への影響は比較的低い。